# 赤穂市立尾崎小学校
赤穂市立尾崎小学校（あこうしりつ おさきしょうがっこう）は、兵庫県赤穂市にある公立小学校。

## 沿革
- 1873年 - 尾崎第一小学校創立(尾崎八幡神社宮司の居宅)
- 1874年 - 校名を帰厚小学校と改称
- 1875年 - 東馬場町に校舎移転
- 1884年 - 蓼州小学校、尾崎分校と改称
- 1887年 - 尾崎尋常簡易小学校と改称
- 1899年 - 八幡神社南約50ｍ新校舎(日本風木造)落成
- 1907年 - 尾崎尋常高等小学校と改称
- 1925年 - 新校舎落成
- 1935年 - 現住所(尾崎3117-3)に新校舎落成
- 1937年 - 赤穂町立尾崎尋常高等小学校と改称
- 1941年 - 尾崎国民学校と改称
- 1947年 - 赤穂町立尾崎小学校と改称
- 1951年 - 赤穂市立尾崎小学校と改称
- 1971年 - 現校舎竣工

## 通学区域
- 尾崎(御崎小学区への編入区域を除く。)、南宮町、清水町、大橋町、松原町、中浜町、さつき町、海浜町及び御崎の一部

## 進学先中学校
- 卒業生の大半は赤穂市立赤穂東中学校へ進学する。

## 通学区域が隣接している学校
- 赤穂市立御崎小学校
- 赤穂市立城西小学校
- 赤穂市立赤穂小学校
- 赤穂市立坂越小学校